# 大莲湖湿地
大莲湖湿地位于中国上海市青浦区金泽镇青西郊野公园内，属于淀山湖水系，是上海市黄浦江上游水源保护区，金泽水库重要的水源涵养区。
大莲湖湿地通过拦路港北接淀山湖南连黄浦江，区域总面积约14.60平方千米，水域面积约1.0平方千米。属于潮汐感应湖泊，水位和水量的变化与上游来水和黄浦江潮位变化有关。